# پیکو دو ژاراگو
پیکو دو ژاراگو (به پرتغالی: Pico do Jaraguá) یک کوه در برزیل است که در سائو پائولو واقع شده‌است. پیکو دو ژاراگو ۱٬۱۳۵ متر بالاتر از سطح دریا واقع شده‌است.